# Erick Wujcik
Erick Wujcik (* 26. Januar 1951; † 7. Juni 2008 in San Rafael, Kalifornien) war ein US-amerikanischer Entwickler von Rollenspielen und Mitbegründer der Firma Palladium Books.

## Leben
Wujcik begann seine „Karriere“ als Leiter der Gaming Society an der Wayne State University. Von 1979 bis 1981 schrieb er eine wöchentliche Computerkolumne für die Zeitung The Detroit News. 1981 gründete er zusammen mit Kevin Siembieda den Rollenspielverlag Palladium Books. Zusätzlich zu seiner Arbeit an Rollenspielen von Palladium Books (Rifts, Robotech, Teenage Mutant Ninja Turtles, u.v.m.) entwickelte er noch das Amber Diceless Roleplaying Game, ein Rollenspiel ohne Würfel. Er war auch der Direktor des Detroit Gaming Centers, Begründer der Ambercon, einer Convention rund um das Rollenspiel Amber und Herausgeber der Rollenspielzeitschrift Amberzine (eingestellt 2005).
1997 begann er für die Sierra Studios zu arbeiten und war dort der Hauptentwickler für das Computerrollenspiel Rückkehr nach Krondor. Für die Firma Outrage Entertainment entwickelte er das Spiel Alter Echo. Von 2004 bis 2006 arbeitete er als Spieleentwickler für Ubisoft in Shanghai. Bis zu seinem Tod 2008 war er Senior Game Designer für Totally Games in San Francisco.
Am 7. Juni 2008 starb Erick Wujcik an Krebs.